# Louis Daniel Arnault de Nobleville
Pour les articles homonymes, voir Arnault.
Louis Daniel Arnault de Nobleville est un médecin et un naturaliste français, né le 21 décembre 1701 à Orléans et mort le 1er février 1778 dans cette même ville.

## Biographie
Louis Daniel Arnault de Nobleville appartenait à une famille orléanaise de raffineurs de sucre. Il fit ses études à la Faculté de médecine de Reims. En 1744 il est agrégé au Collège de Médecine d'Orléans.  Il exerce la médecine à Orléans et réalise de nombreuses recherches avec son confrère orléanais François Salerne (1708-1760). Nommé médecin de la généralité d'Orléans par l'intendant et chargé par celui-ci de prévenir et de combattre les épidémies, Arnault de Nobleville devient correspondant de la Société royale de Médecine peu après sa fondation.
Louis Daniel Arnault de Nobleville et François Salerne ont signé ensemble :
- Aëdologie, ou Traité du rossignol franc, ou chanteur... (qui est réédité en 1773 et traduit en allemand en 1752 à Strasbourg et en néerlandais en 1759) ;
- Histoire naturelle des animaux (trois tomes en deux volumes, chez Desaint et Saillant, Paris, 1756).
- Manuel des Dames de charité, ou Formules de médicamens faciles à préparer, dressées en faveur des personnes charitables... avec... un traité abrégé sur l'usage des différentes saignées (N. Lanquement, Orléans, 1747, réédité en 1751, en 1758, en 1816 dans une version augmentée par Joseph Capuron (1767-1850) (cet ouvrage est suivi d’une Description abrégée des plantes usuelles, avec leurs vertus, leurs usages et leurs propriétés (Debure père, Paris, 1767, réédité en 1774).

Quelque temps après sa mort, Beauvais de Préau écrivit à son sujet : " Il avoit beaucoup aimé la musique, et s’étoit distingué par la façon supérieure dont il jouoit de la basse de viole, mais dans les derniers tems, il s’étoit presque totalement interdit cet instrument ". On trouve d'ailleurs, dans le Catalogue des livres de sa bibliothèque, au n° 933, la trace du réputé : "Traité de la Viole, par [Jean] Rousseau. Paris 1687. in-8." (on sait que ce dernier était un élève du fameux violiste Jean de Sainte-Colombe).
On sait également qu'il était en liens amicaux avec Christophe Moyreau, organiste, claveciniste et compositeur (Orléans, 1700-1774).

## Sources
- Histoire et mémoires de la Société royale de Médecine, année 1777, p. 45-52 (Article nécrologique de Louis Daniel Arnault de Nobleville, qui donne le 24 décembre 1701 pour sa date de naissance, et le  29 janvier 1778 pour sa date de décès).
- Encyclopédie méthodique. Médecine, par une société de médecins, Paris, Panckoucke, 1790.
- JACOB (Jacques-Philippe), Catalogue Des Livres de la Bibliothéque de feu M[essi]re. Louis-Daniel ARNAULT de NOBLEVILLE, Docteur en Médecine à Orleans, rue de Recouvrance, Orléans, Jacques-Philippe Jacob, 1780, 108 p., 1014 numéros.
- BEAUVAIS de PRÉAU (Charles-Nicolas), Mémoires Pour servir à l’éloge de M. Arnault de Nobleville, docteur en médecine, agrégé au collège des médecins d’Orléans, associé-correspondant de la Société Royale de Médecine, ancien notable député à l’hôtel-de-ville d’Orléans, et ancien administrateur de l’hôtel-Dieu de la même ville, s. l., J.F.A.Y, s. d. (1778 ?), 16 p., pp. 11–12.